# Edmond Verbustel
Edmond Verbustel foi um patinador artístico belga. Ele conquistou com Suzanne Diskeuve uma medalha de bronze em campeonatos mundiais e uma medalha de bronze em campeonatos europeus.

## Principais resultados

### Com Suzanne Diskeuve
| Campeonato Mundial | Medalha de bronze |  |  |  |  |  |  |  |  |  |  |  |  |  |  |
| Campeonato Europeu | Medalha de bronze |  |  |  |  |  |  |  |  |  |  |  |  |  |  |
|                    |                   |  |  |  |  |  |  |  |  |  |  |  |  |  |  |